# Mark White
Mark White (Henderson, Texas, 1940. március 17. – Houston, Texas, 2017. augusztus 5.) amerikai politikus, Texas állam kormányzója (1983–1987).

## Élete
1973 és 1977 között államtitkár, 1979 és 1983 között főállamügyész volt Texasban. 1983 és 1987 között Texas állam kormányzója volt.